# ハ・ジン
ハ・ジン（Ha Jin、哈 金、1956年2月21日 - ）は、中国系アメリカ人の現代作家で詩人・小説家。本名はJīn Xuěfēi（簡体字：金 雪飞、正体字：金 雪飛）。作詩は朦朧詩運動（Misty Poetry movement）の影響下にあった。

## 生涯
中国・遼寧省出身。父親は軍人だった。
共産党中国の初期のカオスの中で育つ。13歳（1969年）、文化大革命時代に人民解放軍に入隊。「革命」期間につき学校機能が麻痺していたため、16歳のころから独学で中国文学と高校のカリキュラムを学び始める。19歳で黒竜江大学に入学し、軍から抜ける。英文学の学士号取得。その後山東大学でアングロ・アメリカ文学の修士号取得。
1989年（33歳）に天安門事件が起こった時は奨学金でマサチューセッツ州ブランダイス大学で研究中だった。中国政府の軍事的弾圧を見てアメリカに国籍を移し、「作品の発展を守るため」英語で書くことにする。後にPh.D.取得。

## キャリア
物語の多くの設定を中国の架空の都市Muji Cityにおいている。
1999年に長編『Waiting』（日本語訳：土屋京子訳：『待ち暮らし』早川書房）で全米図書賞・小説部門と ペン/フォークナー賞を受賞。これまでにPushcart Prizeを三回、Kenyon Review　Prizeを一回受賞している。
短篇の多くは『The Best American Short Stories』のアンソロジーに収録されている。
短篇集『Under The Red Flag』(1997年)はフラナリー・オコナー賞短編部門を受賞。
『Ocean of Words』(1996年)はペン/ヘミングウェイ賞を受賞。
朝鮮戦争時代を舞台にした長編『War Trash』(2004年)で二度目のペン/フォークナー賞を受賞。同賞を複数回受賞しているフィリップ・ロス、ジョン・エドガー・ワイドマン、E. L.ドクターローと比較された。『War Trash』はピューリッツァー賞の最終選考にも残った。
近年はマサチューセッツ州のボストン大学で教えている。かつてはジョージア州アトランタのエモリー大学で教えていた。
2008年秋にはドイツのベルリンのアメリカン・アカデミーのMary Ellen von der Heyden Fellow for Fictionだった。

## 受賞歴
- Flannery O'Connor Award for Short Fiction (1996)
- Hemingway Foundation/PEN Award (1997)
- Guggenheim Fellowship (1999)
- National Book Award (1999)[3]
- PEN/Faulkner Award (2000)
- Asian Fellowship (2000–2002)
- Townsend Prize for Fiction (2002)
- PEN/Faulkner Award (2005)
- Fellow of American Academy of Arts and Sciences (2006)
- Dayton Literary Peace Prize, runner-up, Nanjing Requiem (2012) [4]

## 邦訳作品
- 『待ち暮らし』土屋京子訳 早川書房 1999年
- 『狂気』立石光子訳 早川書房 2004年
- 『自由生活』駒沢敏器訳 日本放送出版協会 2010年
- 『すばらしい墜落』立石光子訳 白水社 2011年

## 著作
| - Between Silences (1990) - Facing Shadows (1996) - Wreckage (2001) - Ways of Talking (1996) - The Past - Ocean of Words (1996) - Under the Red Flag (1997) - The Bridegroom (2000) - A Good Fall (2009、日本語訳：立石光子『すばらしい墜落』白水社2011年) - In Broad Daylight - Saboteur | - In the Pond (1998) - Waiting (1999：日本語訳：土屋京子訳：『待ち暮らし』早川書房）) - The Crazed (2002：日本語版『狂気』 立石光子訳 (2004/9/16) ) - War Trash (2004) - A Free Life (2007：日本語版『自由生活』上下巻 駒沢敏器訳 (2010/9/8) ) - Nanjing Requiem (2011) - The Writer as Migrant (2008) |

## 参考
- Saboteur (short story) (2000)

## 参照
1. ↑  A Brief Guide to Misty Poets
2. ↑  "Ha Jin". Bookreporter.
3. 1 2  
"National Book Awards – 1999". National Book Foundation. Retrieved 2012-03-27. 
(With acceptance speech by Jin and essay by Ru Freeman from the Awards 60-year anniversary blog.)
4. ↑  Julie Bosman (2012年9月30日). “Winners Named for Dayton Literary Peace Prize”. The New York Times 2012年9月30日閲覧。

1. John Noell Moore, “The Landscape Of Divorce When Worlds Collide,” The English Journal 92 (Nov. 2002), pp. 124–127.
2. Ha Jin, Waiting (New York: Pantheon Books, 1999)
3. Neil J Diamant, Revolutionizing the Family: Politics, Love and Divorce in Urban and Rural China, 1949-1968(Berkeley and Los Angeles: University of California Press, 2000), p. 59.
4. Ha Jin, The bridegroom (New York: Pantheon Books, 2000)
5. Yuejin Wang, Chinese Literature: Essays, Articles, Reviews 13 (Dec. 1991)
6. Ha Jin, "Exiled to English" (New York Times, May 30, 2009)